# Озанян Андранік Торосович
Андранік Торосович Озанян (вірм. Անդրանիկ Թորոսի Օզանյան; 1865—1927) — вірменський генерал-майор, політичний активіст і борець за свободу, національний герой.
Похований на військовому цвинтарі Єраблур.